# Человек, поворачивающий за угол
«Человек, поворачивающий за угол» (англ. Man Walking Around A Corner) — экспериментальный немой короткометражный фильм-киноролик[уточнить], снятый в 1887 году франко-британским инженером и фотографом Луи Лепренсом. Был снят в Париже.

## Описание
Фильм длится 3 секунды. Плёнка содержит 16 кадров, причём 12 из них находились в отличном состоянии. Считается, что он был снят 16-объективными камерами, но это не очень точно, потому что изображения выглядят так, как будто они были сняты одним объективом.

## Место съёмки
Вероятное место съёмки — Париж, на углу улиц Ро Бошар де Сарон (где жили князья) и Авеню Трудин.

## Дата съёмки
Точная дата съёмок была неизвестна, но 18 августа 1887 года Лепренс, находившийся в Лидсе (Великобритания) отправил письмо своей жене в Нью-Йорк с фотографиями человека, которого он снял.